# Cavendishia quereme
Cavendishia quereme är en ljungväxtart som först beskrevs av Carl Sigismund Kunth, och fick sitt nu gällande namn av George Bentham och Hook. f. Cavendishia quereme ingår i släktet Cavendishia och familjen ljungväxter. Inga underarter finns listade i Catalogue of Life.